# تام کاولیتس
تام کاولیتس (به آلمانی: Tom Kaulitz) (۱ سپتامبر ۱۹۸۹) نوازنده گیتار و آهنگساز گروه توکیو هتل است. او برادر دوقلوی بیل کاولیتس خواننده و ترانه‌سرای گروه‌است.

## زندگینامه
تام کاولیتس در ۱ سپتامبر ۱۹۸۹ در شهر لایپزیگ آلمان زاده شد. او ۱۰ دقیقه از برادر دوقلوی خود، بیل بزرگ‌تر است.
پدر و مادر آنها وقتی فقط ۷ سال داشتند از هم جدا شدند. تام در سن هفت سالگی نخستین گیتار خود را از ناپدری‌اش هدیه گرفت. او به همراه برادرش بیل، گوستاو شفر و جورج لیستینگ در سال ۲۰۰۱ گروه توکیو هتل را بنیان گذاشتند.